# Dragons Back
Dragons Back är ett berg i Antarktis. Det ligger i Östantarktis. Argentina och Storbritannien gör anspråk på området. Toppen på Dragons Back är 1 315 meter över havet.
Terrängen runt Dragons Back är kuperad norrut, men söderut är den platt. Trakten är obefolkad. Det finns inga samhällen i närheten. 